# Eburella longicollis
Eburella longicollis là một loài bọ cánh cứng trong họ Cerambycidae.